# Georg von Pfronten-Kreuzegg

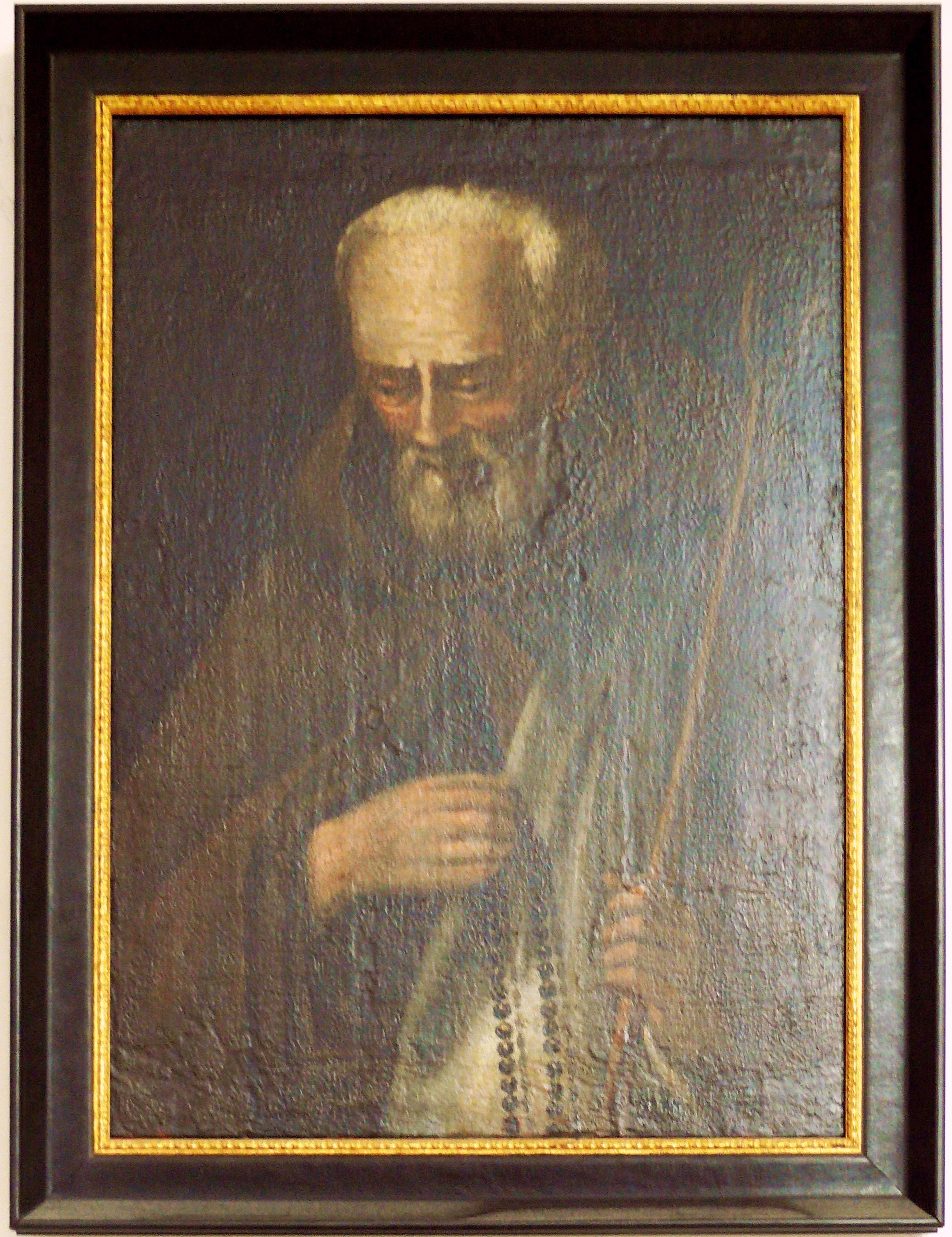
Gemälde über seinem Grab in Kempten, St. Anton

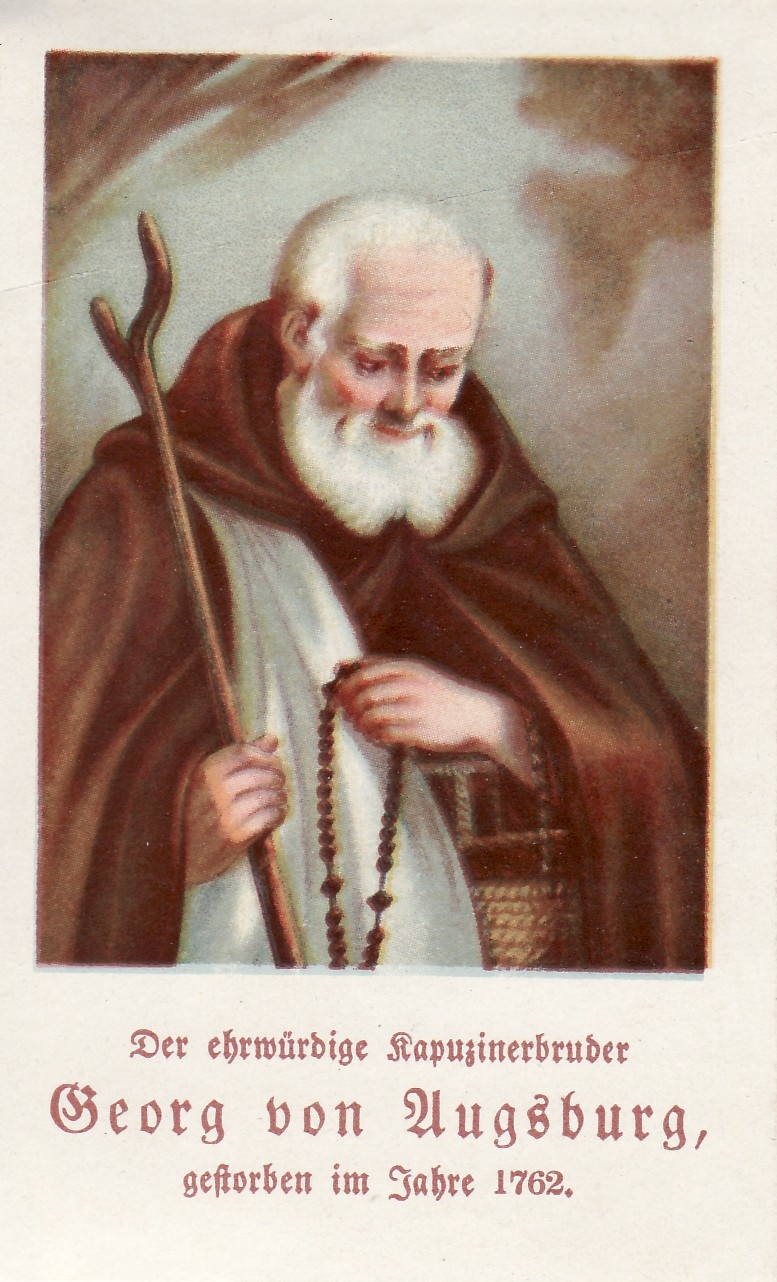
Gebetsbildchen mit spiegelbildlicher Reproduktion des Gemäldes

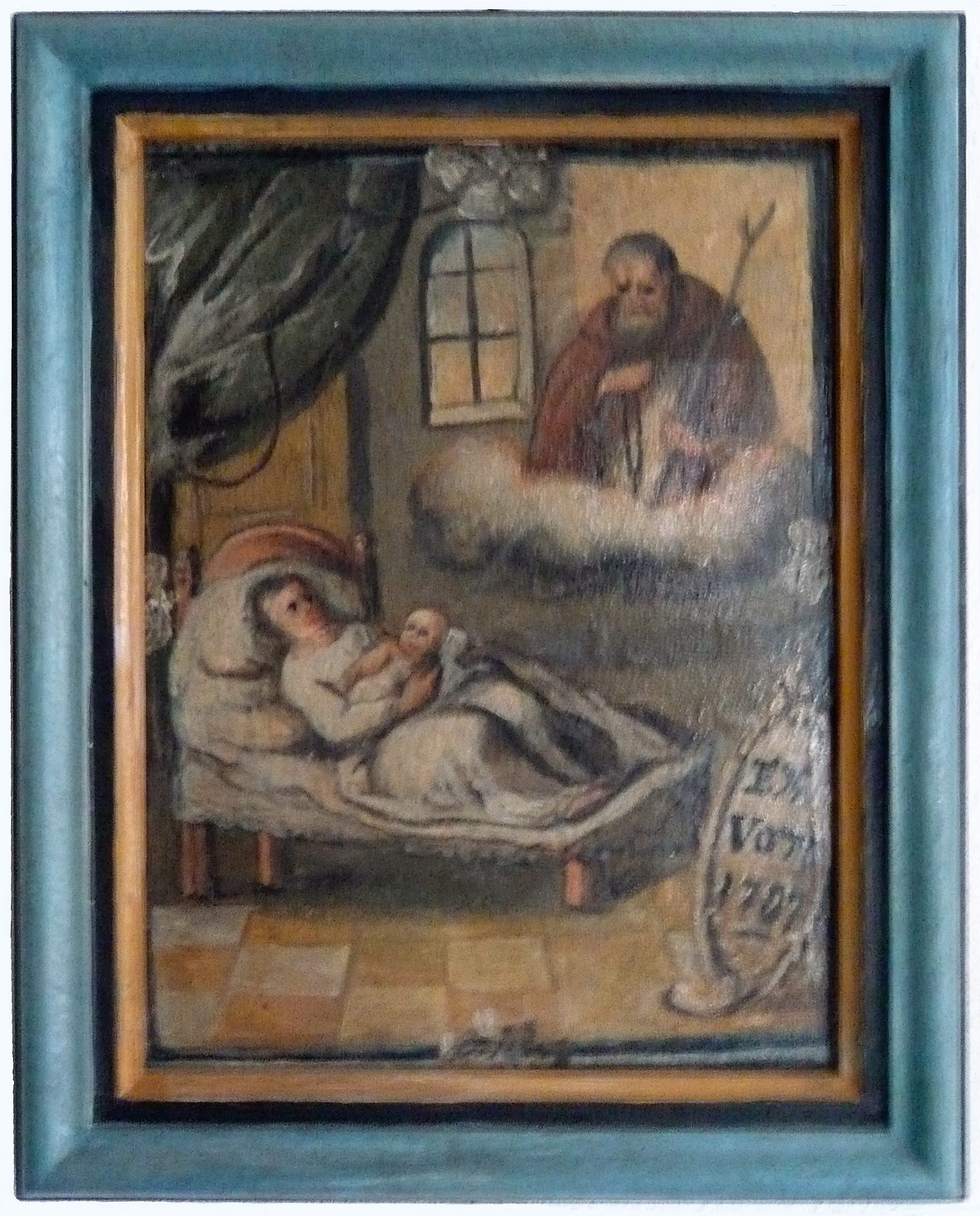
Votivbild

Bruder Georg von Pfronten-Kreuzegg, genannt „Bruder Jörg“ (* 25. November 1696 in Pfronten-Kreuzegg als Andreas Erhart; † 7. Oktober 1762 in Frascati), war ein Kapuziner.

## Lebenslauf
Andreas Erhart stammte von einem großen Bauernhof, sein Großvater Johann hatte sogar das größte Anwesen im Ortsteil Kreuzegg. Nach dem Tod seines Vaters Georg, der 1712 nur 52-jährig gestorben war, verheiratete sich die Mutter Anna im Jahr darauf mit Roman Fischer. Nach damaliger Gepflogenheit erhielten dabei die Kinder aus einer vorausgehenden Ehe ihren väterlichen Erbteil und hatten auf den elterlichen Hof nur einen Anspruch, wenn die nachfolgende Ehe keine Nachkommen erbrachte. Die Geschwister Anastasia und Joachim waren bei der zweiten Eheschließung der Mutter erst elf und sieben Jahre alt. Der bereits 17-jährige Andreas wurde zu einem Immenstädter Bäcker in die Lehre geschickt. Dort kam der junge Mann in Kontakt mit dem Kapuzinerorden.
1717, nach der mit Auszeichnung bestandenen Gesellenprüfung, wanderte Andreas Erhart nach Rom. Dort gab es eine große Kolonie von deutschen Bäckern, darunter auch Pfrontenern. Im Alter von 28 Jahren trat er als Novize in den Kapuzinerorden ein und erhielt den Ordensnamen Georg. Er lebte danach als Laienbruder in verschiedenen Konventen bei Rom und arbeitete als Koch und in den Klosterwerkstätten. 1725 legte er die Profess ab.
Bruder Georg starb 1762 im Rufe der Heiligkeit in Frascati. Er wurde dort in der Kapuzinergruft beigesetzt. 1922 wurden seine Überreste in die Kapuzinerkirche St. Anton in Kempten übertragen.
Wegen seines heiligmäßigen Lebens wurde bereits 1781 der Seligsprechungsprozess eröffnet. In den Wirren der napoleonischen Kriege kam er aber ins Stocken und auch die Wiederaufnahme nach der Überführung der Gebeine Bruder Georgs nach Kempten kam nicht zu einem Ende. So steht er noch immer auf der Liste des Kapuzinerordens für nicht abgeschlossene Seligsprechungsverfahren.
Für die Fortführung des Seligsprechungsprozesses veröffentlichten J. Magnussen und Josef Köberle Biografien Br. Georgs, die auf Aussagen von Zeitzeugen beruhen, darunter vor allem sein leiblicher Bruder Joachim. Er war seinem Bruder später nach Rom gefolgt und in die Ordensgemeinschaft der Jesuiten eingetreten.

## Bruder-Georg-Kapelle

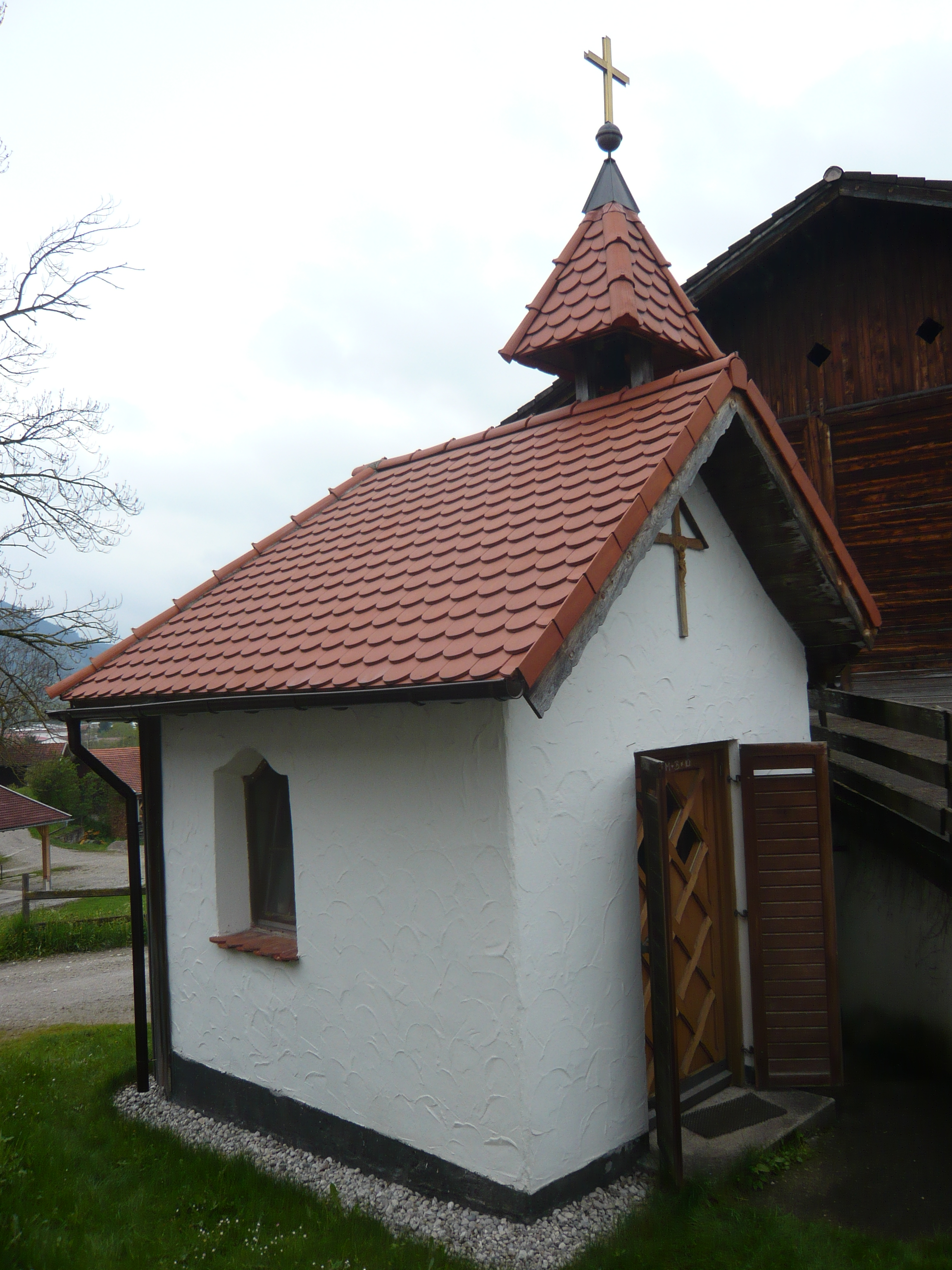
Bruder-Georg-Kapelle

Unmittelbar neben dem Geburtshaus des Bruders Georg (alte Hausnummer 111, „beim Schwammeböck“) steht heute eine Andachtsstätte, die „Bruder Georg-Kapelle“. Über ihre Entstehung wird berichtet, dass im Jahre 1780 zwei angesehene Bürger aus Rom nach Pfronten gekommen seien. Einer habe erklärt, dass er beim Ende des Diener Gottes gegenwärtig gewesen sei. Bruder Jörg habe ihn gebeten, dafür Sorge zu tragen, dass in seinem Heimatorte ein Bildstock oder eine Kapelle zu Ehren Marias oder eines anderen Heiligen errichtet werden möge. Zu diesem Zwecke habe er acht Dukaten hergegeben. Dieser Bau wurde von Pfarrer Selb (gestorben 1803 in Pfronten) begonnen und vollendet. Ein Porträt von Bruder Georg befindet sich im Chorraum der Pfarrkirche St. Nikolaus.